# Lei do silêncio

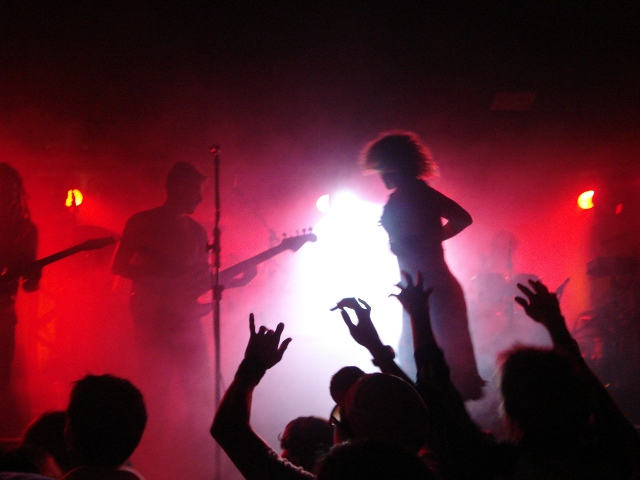
Muitos bares e casas noturnas não têm isolamento acústico e, na falta de ação e fiscalização do poder público, promovem distúrbios em áreas residenciais

A expressão lei do silêncio faz referência a diversas leis federais, estaduais ou municipais que estabelecem restrições objetivas para a geração de ruídos durante dia e noite, em especial no caso de bares e casas noturnas. A perturbação do sossego alheio e no trabalho constitui-se como uma contravenção segundo o artigo 42 da Lei de Contravenção Penal e o Art. 1.277 do Código Civil, já a dita Lei do Silêncio é legislada e exercida por órgãos municipais, sendo então encontradas nos Códigos de Conduta Municipais e nas Leis Orgânicas Municipais, podendo então ser diferente de cidade para cidade. Sons em volume elevado são danosos à saúde humana e animais, uma das maiores causas de perda auditiva é a exposição ao ruído, também é conhecida como Perda auditiva Induzida por Ruído. A Organização Mundial de Saúde (OMS) considera que o início do estresse auditivo se dá sob exposições de 55 dB.

## Brasil
Apesar de persistente no Brasil, a perturbação do sossego é um problema pouco abordado pela sociedade e pelo Estado.
No Brasil, as diversas leis do silêncio partem da contravenção penal conhecida como perturbação do sossego, dos direitos de vizinhança presentes no artigo 1.277 do Código Civil, das normas estabelecidas pela ABNT (Normas 10.151 e 10.152) e do Programa Nacional de Educação e Controle de Poluição Sonora Silêncio, estabelecendo restrições objetivas para a geração de ruídos durante dia e noite, em especial no caso de bares e casas noturnas. Em cidades atrasadas onde a legislação ainda não prevê limites e sanções, a solução para os problemas relacionados à poluição sonora ainda depende do registro de boletins de ocorrência e/ou da notificação do promotor de justiça. No estado de São Paulo, a polícia militar estadual disponibiliza em seu site oficial a possibilidade de efetuar o registro de ocorrências de perturbação de sossego, de forma identificada ou anônima, de forma rápida e online.

### Exemplos de leis federais, estaduais ou municipais
- Minas Gerais - Lei 7.302/78[9]

Municipais
- Araraquara[10]
- Belo Horizonte - Lei 9.505/08[11]
- Rio de Janeiro - Lei 126/77[12]
- São Paulo - Decreto 35.928/96,[13] chamado Silêncio Urbano
- Parnaíba - Lei Nº. 2.811, de  04 de Novembro de 2013
- Florianópolis - Lei Complementar 003/1999